# Euproctis lutea
Euproctis lutea es una especie de polilla de la familia Erebidae. Está distribuida en el norte de Australia (Territorio del Norte y Queensland), Nueva Gales del Sur y en Nueva Guinea.
El insecto adulto tiene una envergadura de alrededor de 30 mm. Las larvas son negras y peludas, se alimentan de diferentes especies de plantas, entre ellas Lycopersicum esculentum, Begonia spp., Myosotis arvensis, Rosa odorata, Barringtonia acutangula y Planchonia careya. 